# Sembery Imre
Felsőszúdi Sembery Imre (Felsőszúd, 1804. január 27. – Felsőszúd, 1898. október 18.) Hont vármegye másodalispánja, 1848-ban a Honvédelmi Bizottmány tagja, országgyűlési képviselő.

## Élete
Szülei Sembery László és Ivánka Apollonia.
1827 körül mint tiszteleti aljegyző kezdte pályáját, 1836-ban főszolgabíró, 1830-1840 között Hont vármegye országgyűlési követe, majd főbírája, 1842–1845 között másodalispánja volt.
1848-ban képviselővé választották és az ellenzékhez, az úgynevezett „törpe minoritáshoz” csatlakozott. 1848. szeptember 21-én a honvédelmi bizottmány tagjává választották. E bizottságnak egyik legtevékenyebb tagja, s ő indítványozta, hogy az országgyűlés permanensnek nyilvánítsa magát. Mikor az országgyűlés Debrecenbe menekült, csak Schlick seregét megkerülve érhetett oda. Eközben fogadták el a függetlenségi nyilatkozatot, s így ezt nem írhatta alá. Másodszor is megválasztották képviselőnek, s a világosi fegyverletételig viselte e tisztét, azután neki is bujdosnia kellett, és Kalmár Lajos rejtegette házában. Később önként jelentkezett, és perbe fogták, míg aztán Haynau, bukása előtt, neki is kegyelmet adott. A szabadságharc bukása után a szúdi kastélyába, könyvei közé vonult vissza, ezért csak szúdi remeteként emlegették.
Az alkotmány visszaállítása után a függetlenségi párthoz csatlakozott, s holtáig híve maradt, de az aktív politikában mint képviselő többé már nem vett részt. Gazdálkodott, kertészkedett, és legfőbb gondját a lutheránus egyház ügyeinek szentelte mint a honti esperesség felügyelője. A pánszlávok ellen buzgó tevékenységet fejtett ki, s a kerületi egyetemes gyűléseken is jelentékeny szerepe volt.
Fogadott fiát kitagadva, vagyonát a Felvidéki Magyar Közművelődési Egyesületre, ill. unokájára hagyta. A FMKE hosszas pereskedést követően 50 ezer koronában egyezett ki Sembery István kijelölt gyámjával.
Felesége garamszegi Géczy Janka, fia Sembery István országgyűlési képviselő.

## Művei
Politikai cikkeket írt a hírlapokba. Országgyűlési beszédei a Naplókban vannak.